# Rosalie Filleul

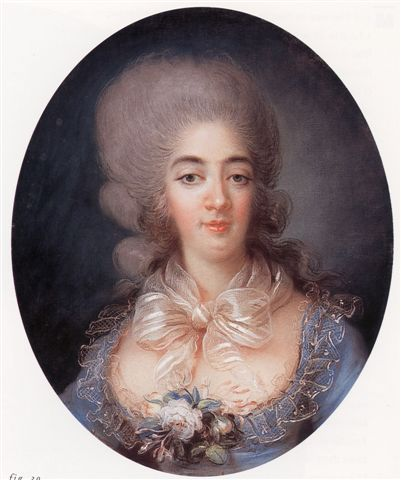
Rosalie Filleul, portret Marii Józefiny Sabaudzkiej, ok. 1780, Musée Hôtel Bertrand, Châteauroux

Rosalie Filleul, Anne-Rosalie Bocquet lub Boquet, (ur. 1752, zm. 24 czerwca 1794 w Paryżu) – francuska portrecistka i malarka martwych natur, pracująca głównie w technice pastelu. 

## Życie prywatne
Była córką Blaise Bocqueta, właściciela sklepu przy ulicy Saint-Denis w Paryżu, dekoratora wachlarzy oraz Marie-Rosalie Hallė. Jej wujem był Louis-Renė Bocquet, projektant kostiumów dla paryskiej Opery. Lekcje sztuki Rosalie Bocquet pobierała u malarza Gabriela Briarda. W 1777 poślubiła Louisa Filleul de Besne, związanego z dworem Ludwika XVI i przyjęła jego nazwisko. Filleul pełnił funkcję concierge'a posiadłości La Muette. Od czasu ślubu Rosalie Filleul ograniczyła swoją aktywność artystyczną. W tym czasie zawarła znajomość z Benjaminem Franklinem, mówi się, że pożyczała mu książki, a także chciała odkupić od niego pianino. Namalowała również jego portret. W 1788 roku mąż Filleul zmarł na apopleksję i majątek La Muette wrócił do dyspozycji króla. Madame Filleul otrzymała rekompensatę pieniężną, rentę po zmarłym mężu i nową posiadłość hôtel de Travers w pobliżu La Muette. Tam wykonała między innymi portret rodziny Sorin de Bonne, która przejęła La Muette.
Madame Filleul nie wyemigrowała w czasie Wielkiej Rewolucji Francuskiej. W jej czasie została oskarżona, wspólnie z przyjaciółką, Madame Chalgrin (córką malarza Verneta), o kradzież własności Republiki. Obie kobiety zginęły zgilotynowane.

## Kariera artystyczna

### Charakterystyczne cechy twórczości
Prace Rosalie Filleul to głównie portrety. Charakterystyczną ich cechą są na przykład pozy kobiet z rękami ułożonymi po jednej stronie ciała i spojrzeniem skierowanym zazwyczaj w stronę oglądającego. Ten barokowy typ przedstawienia mógł być uważany za przestarzały w czasie powstawania dzieł.

### Opinie krytyków
Prace Rosalie Bocquet były bardzo chwalone przez krytyków Salonu w 1774. Zauważono, że artystka podejmuje stale podobne tematy i wykonuje dzieła w podobnej manierze, ale uważano to za możliwy klucz do sukcesu. W almanachu artystów (Almanach des peintres) z roku 1776 pisano o niej jako o malarce portretów oraz owoców.